# Locomotiva FS 422
Le locomotive gruppo 422 sono locomotive a vapore con tender per servizio merci di rodiggio 0-4-0, a 2 cilindri esterni e a semplice espansione, che le Ferrovie dello Stato acquisirono dopo il 1918 in conto riparazioni di guerra.

## Storia
Le locomotive del gruppo 422 FS vennero progettate intorno al 1895 dalle officine meccaniche Vulcan di Stettino e costruite da varie industrie dell'epoca come Hanomag, Schichau, per conto delle ferrovie prussiane, KPEV, (Königlich Preußische Eisenbahnverwaltung) dove erano denominate G 8. 
 Dato l'ottimo risultato, non disgiunto dalla semplicità costruttiva, al tempo fattore non trascurabile ai fini dell'economicità e della manutenzione di una locomotiva a vapore, ne vennero costruite oltre 1200 unità, tra le quali le 22 pervenute nel 1919 alle FS in conto riparazioni di guerra.
La loro carriera in Italia tutto sommato fu breve e totalmente negli impianti ferroviari, delle Ferrovie dello Stato, del Nord; alla fine degli anni venti tutto il gruppo era assegnato a Milano. Negli anni trenta iniziarono gli accantonamenti e nella seconda metà del decennio le demolizioni che vennero sospese nel 1940 a causa dello scoppio della guerra. Le demolizioni ripresero a guerra finita coinvolgendo quasi tutto il gruppo ad eccezione della 422.001 giunta fino al 1958 e demolita l'anno seguente.
Nel 1946 la 422.009 (costruita da Hanomag nel 1911) e la 422.022 (costruita dalla stessa fabrica nel 1913) furono acquisite dalla Società Funivie di Savona per il servizio di manovra di treni di carbone nel proprio impianto di Bragno, presso San Giuseppe di Cairo, fino al 1973. Messe fuori servizio vennero acquistate dal Museo ferroviario piemontese.
La 422.009, sottoposta tra il 1990 e il 1995 a una Grande Riparazione della durata di 4500 ore, è visitabile presso la sede di Savigliano, la 422.022 è accantonata e si trova in stato di abbandono nella stazione di Favria.

## Caratteristiche tecniche

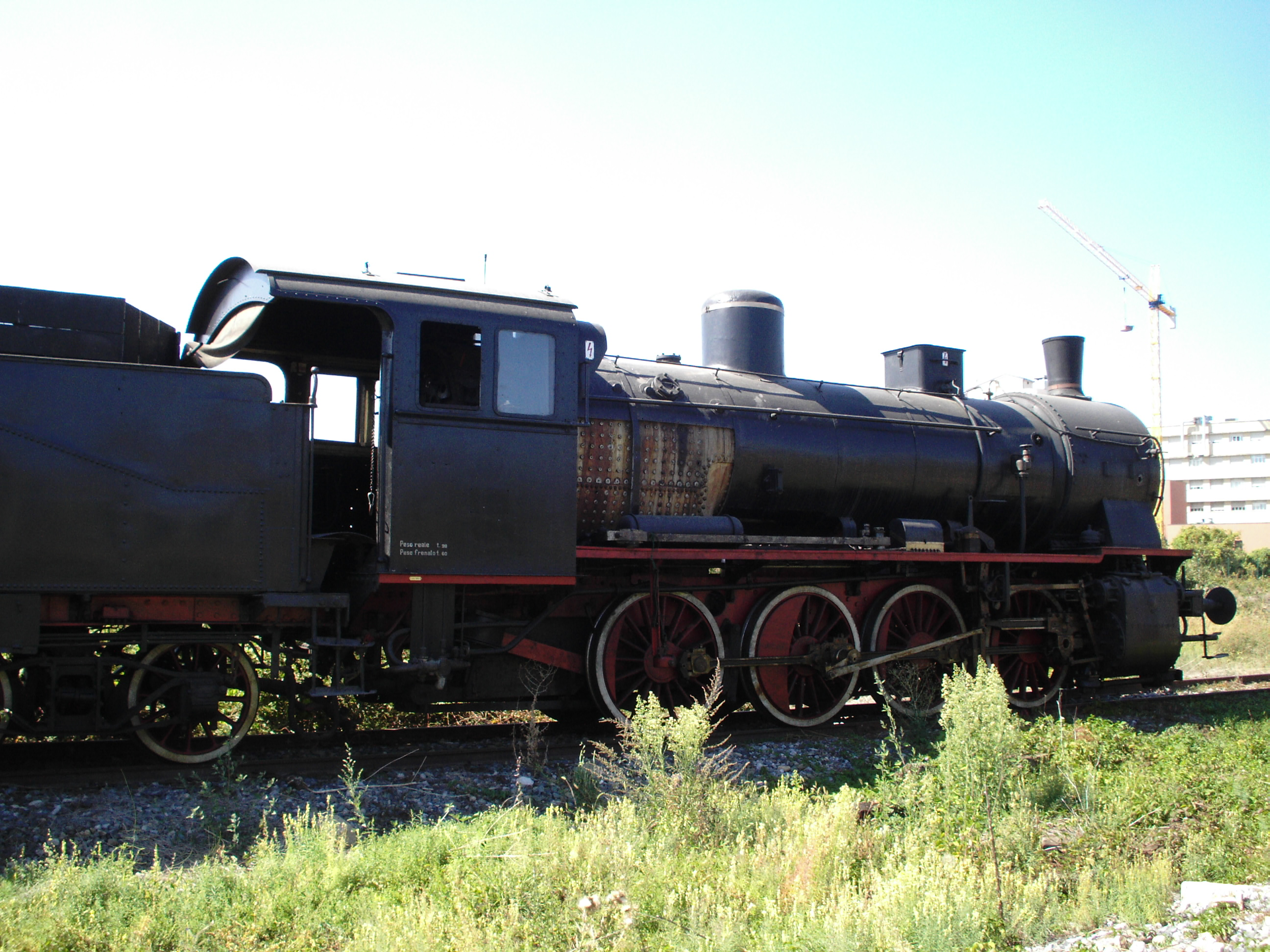
Una delle due locomotive del gruppo 422 conservate presso il Museo Ferroviario Piemontese

La locomotiva fu costruita come altre similari con il rodiggio "D" (0-4-0); era una macchina a vapore surriscaldato (surriscaldatore tipo Schmidt) a 2 cilindri esterni a semplice espansione. La 422.007 apparteneva al primo gruppo di 13 unità "G 8" prototipo costruite dalla Vulcan di Stettino con surriscaldatore posto nella camera a fumo. Le altre 21 locomotive appartenevano invece alle serie successive. La distribuzione era a cassetto cilindrico e sistema Walchaerts.
La locomotiva era costituita da un carro su cui erano disposte le quattro ruote motrici accoppiate. Sul carro poggiava la caldaia per la produzione di vapore con pressione di esercizio a 12 bar.
La potenza continuativa sviluppata superava i 1000 CV. La prestazione attribuita dalle FS alla più bassa categoria di velocità e grado di prestazione 1 era di 1100 t. Il sistema di frenatura era pneumatico. Alla locomotiva era accoppiato ad alcune un tender a 3 assi ad altre un tender a carrelli.

## Deposito locomotive di assegnazione
- Deposito locomotive di Milano Lambrate (prima assegnazione)

in seguito furono trasferite al
- Deposito locomotive di Parma per il servizio sulla Pontremolese

fino all'elettrificazione in Trifase della linea; vennero disperse in vari depositi del centro-nord.